# Ulricehamns bibliotek

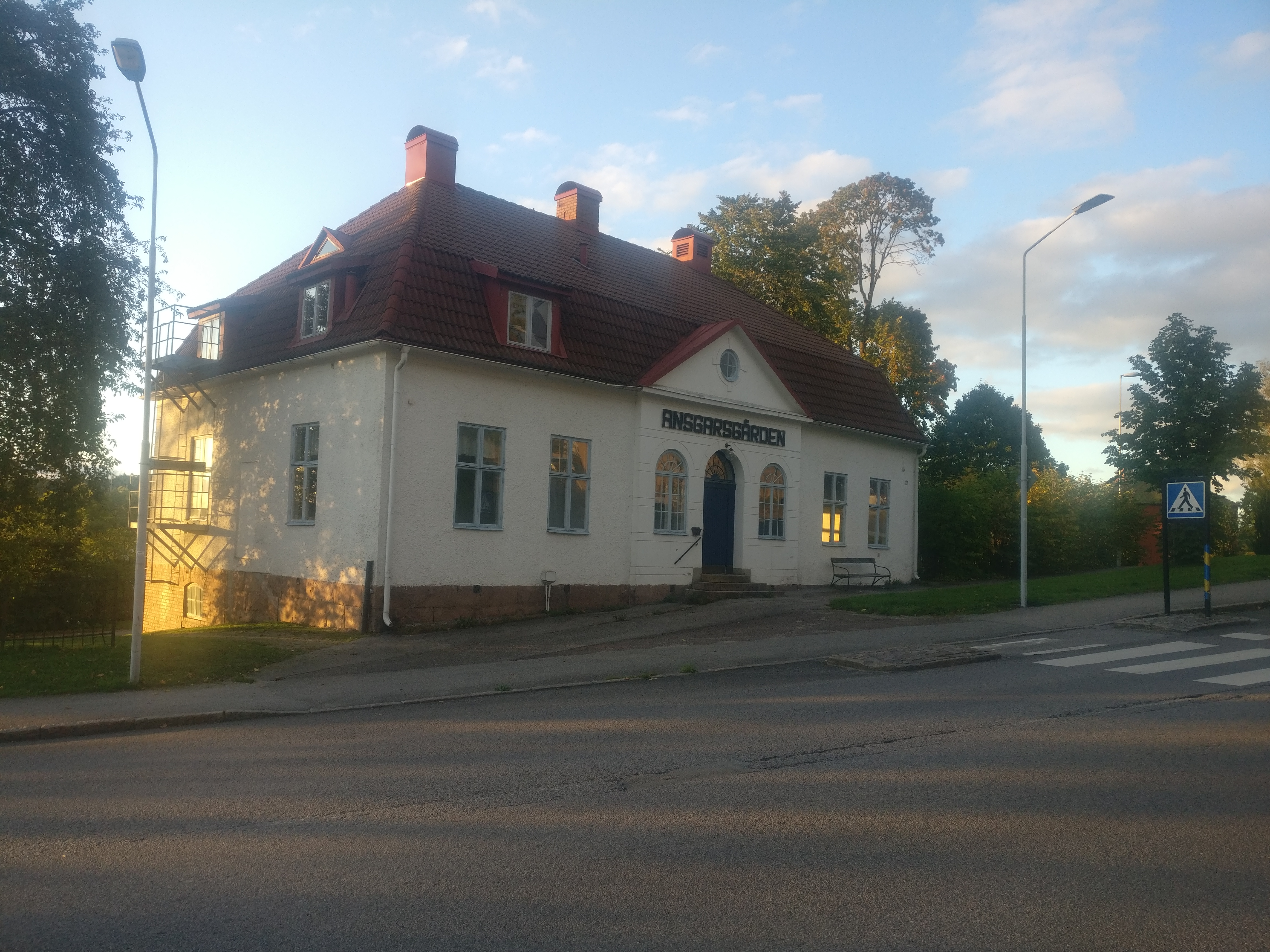
Ulricehamns stadsbibliotek 1963-1977.

Ulricehamns bibliotek (från 1949 till 2010-talet Ulricehamns stadsbibliotek), är Ulricehamns kommuns huvudbibliotek, placerat vid sjön Åsundens strand. Biblioteket ligger i en byggnad som var tänkt att vara en tillfällig lokal från år 1977, men har varit kvar där sedan dess. År 2022 beräknas ett nytt Stadsbibliotek stå färdigt, en bit bort från det nuvarande..
Det finns flera filialer och utlåningsstationer runtom i Ulricehamns kommun. Flera av dessa delar lokal med ortens grundskola. Biblioteken utanför Ulricehamns stadsbibliotek finns i Blidsberg, Dalum, Grönahög, Gällstad, Hökerum, Timmele, Trädet och Älmestad.
Huvudbiblioteket har öppet 6 dagar i veckan, medan filialerna normalt sett har öppet en eller två kvällar i veckan.

## Historia

### Föregångare till Ulricehamns bibliotek
Fram till bibliotekets grundande 1949 fanns det flera bibliotek i centralorten som delvis var finansierade med kommunala anslag.

#### Ulricehamns arbetarförenings bibliotek
Ulricehamns arbetarförening startade sitt bibliotek år 1882 vilket slogs samman med Logen Strandfästets bibliotek år 1912. Detta bibliotek var alltså det första i Ulricehamns stad. Biblioteket startade sin verksamhet i rådhusets boktryckerilokal.

#### ABF:s bibliotek
ABF:s bibliotek skall inte sammanblandas med Ulricehamns arbetarförenings bibliotek ovan. Detta var fristående och fanns åtminstone några år före 1932 då även de slogs samman med Logen Strandfästets bibliotek.

#### Logen Strandfästets bibliotek
Logen Strandfästets bibliotek fanns före år 1912, men det är okänt vilket år det grundades. De tog över arbetarföreningens bibliotek år 1912 och var ett ideellt bibliotek tillhörigt IOGT och fick några år senare i samband med sammanslagningen med ABF:s bibliotek år 1932 börja motta kommunalt bidrag. Det var Axel W Landström som var den drivande personen i arbetet och han blev vid det kommunala övertagandet år 1949 stadsbibliotekarie på Stadsbiblioteket.

### Utveckling
Beståndet var vid starten år 1949 3.000 böcker, vilket 13 år senare var höjt till omkring 15.000 böcker. År 1959 skedde 31.000 boklån. I september 2020, 71 år efter bibliotekets grundande, är beståndet 195.000 med ett varierat utbud från böcker till många andra slags medier. Redan på 1950-talet hade Ulricehamns stad en filial i Redvägsbrunn. Efter kommunsammanslagningen 1971 kom andra kommuners bibliotek naturligt in som filialer till Ulricehamns stadsbibliotek. 
1950 inrymdes biblioteket i det tidigare Stadshotellet på Nygatan 25 och drygt 10 år senare, den 26 april 1963, gick flytten till det ombyggda församlingshemmet. 15 år senare, 1977, var biblioteket trångbott igen och kom då till en tillfällig lokal på Badhusgatan, där de ännu år 2020 har sitt bibliotek.

### Stadsbibliotekarier
- 1949-1951: Axel W Landström[7]
- 1951-?: Karin Hernqvist[7]